# Chiquinshulum
Chiquinshulum är en ort i Mexiko.   Den ligger i kommunen Chalchihuitán och delstaten Chiapas, i den sydöstra delen av landet, 700 km öster om huvudstaden Mexico City. Chiquinshulum ligger 1 017 meter över havet och antalet invånare är 1 612.
Terrängen runt Chiquinshulum är kuperad åt nordost, men åt sydväst är den bergig. Runt Chiquinshulum är det ganska glesbefolkat, med 45 invånare per kvadratkilometer. Närmaste större samhälle är Simojovel de Allende, 14,5 km nordväst om Chiquinshulum. I omgivningarna runt Chiquinshulum växer huvudsakligen savannskog.